# Stanisław Kalina Jaglarz
Stanisław Kalina Jaglarz (ur. 1991 w Katowicach) – polski poeta i tłumacz.

## Publikacje

### Publikacje autorskie
- gościć sójki, Wydawnictwo Biblioteki Śląskiej, Katowice 2022. ISBN 978-83-67152-13-6
- zajęczy żar, Wydawnictwo Warstwy, Wrocław 2024. ISBN 978-83-67186-19-3

### Tłumaczenia
- Ołeksandr Awerbuch, Pieśni gniewu i tęsknoty, Wydawnictwo Pogranicze, Sejny 2024. ISBN 978-83-68114-09-6 (z ukr.)

## Nominacje i nagrody
- nominacja do Wrocławskiej Nagrody Poetyckiej Silesius 2023 w kategorii Debiut za tom gościć sójki[3]
- nominacja do Nagrody im. Wisławy Szymborskiej 2023 za tom gościć sójki[4]
- Nagroda Poetycka im. Kazimierza Hoffmana „Kos” 2025 za tom zajęczy żar[5]
- nominacja do Nagrody im. Wisławy Szymborskiej 2025 za tom zajęczy żar[6]
- Nagroda im. Konstantego Ildefonsa Gałczyńskiego Orfeusz 2025 za najlepszy tom poetycki roku 2024 za tom zajęczy żar[7][8]